# Pask-Aikko
Pask-Aikko är en ö i Finland. Den ligger i Bottenhavet och i kommunen Raumo i den ekonomiska regionen  Raumo ekonomiska region i landskapet Satakunta, i den sydvästra delen av landet. Ön ligger omkring 36 kilometer sydväst om Björneborg och omkring 230 kilometer nordväst om Helsingfors.
Öns area är 33,8 hektar och dess största längd är 0,9 kilometer i sydöst-nordvästlig riktning.